# Länsväg U 771
Länsväg U 771 är en övrig länsväg i Västmanlands län som går från riksväg 56 vid Tomtakorset mellan Västerås och Sala till riksväg 70 vid Nykrogen mellan Sala och Avesta, via Sätrabrunn och Salbohed. Vägen var tidigare länsväg 255.

## Sträckning
Tomta (56/726) – Lilla Tomta (Vagersta) (673) – Lånsta - Muren (731) – Solinge vsk (680) – Olsbo (735) – Sätrabrunn (679/736) – Karlshem (688) – Vedarsbo (686) – Salbohed (256) – Skalleråsen (767) – Duvmuren (766) – Viggarna (770) – Brobacke (765/760) – Nykrogen (70).

## Funktion
Vägen är en viktig genomfartsled för trafik från Västeråsområdet mot Dalarna. Nedgradering från länsväg 255 till länsväg 771 gjordes på grund av att vägen passerar en viktig vattentäkt, Knipkällan, som försörjer delar av Sala kommun med färskvatten. Tung trafik skulle ledas via Sala på sträckan Västerås–Avesta.
Trafiken har minskat något sedan nya delen av riksväg 70 söder om Sala, Förbifart Sala, öppnades 2008, vilket utjämnar tidsvinsten för trafik Västerås–Dalarna. Det går numera ungefär lika fort att köra via den nya vägen jämfört med via Salbohed.
Vägnumret 771 skyltas inte och sätts inte ut på allmänna vägkartor.